# Teorie veřejné volby
Tzv. teorie veřejné volby (či škola veřejné volby) je směr teoretické ekonomie zabývající se procesy kolektivního rozhodování, tj. rozhodování činěného skupinou nebo v její prospěch. Předmětem teorie veřejné volby je způsob, jakým se tato kolektivní rozhodování realizují. Většinou se tato rozhodnutí týkají způsobu alokace (rozdělení) zdrojů (důchodů, bohatství) ve společnosti.
Příznačné pro teorii veřejné volby je to, že používá ekonomické metody pro analýzu „netržního“ rozhodování. Všeobecně bývá označována za ekonomickou analýzu politiky - zkoumá politiku za použití metodologických nástrojů teoretické ekonomie.
Teorií veřejné volby se zabývá či zabývala celá řada ekonomů, mezi nejvýznamnější představitele této ekonomické disciplíny patří J. K. Arrow, A. Downs, J. Buchanan, G. Tullock, M. Olson či W. A. Niskanen.
K zřejmě nejznámějším závěrům teorie veřejné volby patří tzv. Arrowův teorém nemožnosti, tzv. teorém středního voliče a teorie existence tzv. politických cyklů.

## Arrowův teorém nemožnosti
Tzv. Arrowův teorém nemožnosti přináší důkaz, že neexistuje žádný hlasovací mechanismus založený na většinovém principu, který by zaručoval přijetí efektivního rozhodnutí. Arrowův teorém lze vysvětlit na příkladě vycházejícím z jednoduché tabulky zachycující 3 možné varianty hypotetického rozdělení důchodů 3 jednotlivců - voličů.
|   | a) | b) | c) |
| - | -- | -- | -- |
| X | 3  | 1  | 2  |
| Y | 2  | 3  | 1  |
| Z | 1  | 2  | 3  |

Dejme tomu, že napřed se rozhoduje mezi možnostmi a) a b). V tomto případě je volič X pro možnost a), zatímco voliči Y a Z preferují možnost b), neboť ta pro ně znamená vyšší důchod. Možnost b) tedy vyhrává a nastává hlasování mezi možnostmi b) a c). Volič Y je pro možnost b), ale voliči X a Z hlasují pro možnost c), která teď získává většinu.
Dojde-li na hlasování mezi možnostmi a) a c), je volič Z pro možnost c), ale voliči X a Y volí možnost a), která tímto získává většinu. Výsledky takových hlasování nereprezentují skutečné názory voličů, jsou ovlivněny i pořadím volby. Z toho plyne, že v tomto případě nelze hlasovacím mechanismem stanovit většinové preference.
Kenneth Arrow za použití matematických metod pokračuje v poznání a zdokonalování hlasovacích mechanismů. Fakt, že při výběru tří jednotlivců ze třech voleb nemusí být možné dosáhnou shody, není samozřejmě vlastnost hlasovacích mechanismů. Naopak znalost omezení hlasovacích mechanismů umožňuje selháním bránit - například stanovením vhodného počtu zástupců v řídícím orgánu.

## Teorém středního voliče
Tzv. teorém středního voliče postuluje, že politické strany budou v zásadě prosazovat politiku reprezentující názory voličů, kteří stojí uprostřed politického nebo společenského spektra. Základem teorému středního voliče je model dvou politických stran, ležících na opačné straně od politického „středu“, avšak ve stejné „vzdálenosti“ od tohoto „středu“ a předpoklad, že všichni voliči budou volit stranu prosazující politický program jim nejbližší. V případě, že stranu „napravo od středu“ budou podporovat všichni voliči od středu doprava včetně těch, kteří se
nacházejí „napravo“ od jejího programu, může se tato strana „zmocnit“ některých hlasů strany „nalevo“ od středu (aniž by přitom ztratila hlasy „napravo“ od středu) tím, že se posune doleva, tj. do "středu" politického spektra. Obdobným způsobem by mohla strana "nalevo" od politického "středu" přetáhnout některé hlasy strany „napravo“ od středu tím, že by se taktéž posunula do „středu“ politického spektra, tj. v jejím případě „doprava“. Podniknou-li obě strany výše uvedené, tj. přesunou se programově do politického středu, pak program obou stran skončí co nejblíže
politickému středu. Závěry teorému středního voliče zobecňuje tzv. Directorův zákon, podle něhož rozdělování důchodů vládou směřuje ve prospěch středových voličů, tj. skupin se středním příjmem.

## Teorie politických cyklů
Teorie politických (politicko-ekonomických) cyklů předpokládá tzv. předvolební krátkozrakost voličů, tj. neschopnost prohlédnout dlouhodobé důsledky vládních opatření. Chce-li za tohoto předpokladu vládní strana setrvat u moci, pak musí před volbami realizovat „líbivou“ fiskální (rozpočtovou) politiku expanzivního charakteru (snižování daní, zvyšování důchodů, vládních výdajů apod.) vedoucí k dočasnému zvýšení "blahobytu" většinového voliče, zatímco realizace nepopulárních, tj. fiskálně-restriktivních (zvyšování daní, snižování důchodů, vládních výdajů apod.) opatření (ve snaze „hasit“ inflační tlaky či udržet vyrovnaný rozpočet) nastává ihned po volbách. Před dalšími volbami se vláda začíná opět uchylovat k líbivým opatřením a celý cyklus se opakuje. Celý tento cyklus střídání fiskální expanze a restrikce je možno znázornit i graficky. Někdy se proto hovoří i o existenci tzv. politické Phillipsovy křivky (křivky znázorňující inverzní vztah mezi nezaměstnaností a inflací, populární zejména mezi keynesiánskými ekonomy) - viz graf: